# Glénac
Glénac (en bretó Glenneg) és un municipi francès, situat a la regió de Bretanya, al departament d'Ar Mor-Bihan. L'any 2006 tenia 835 habitants. Limita amb els municipis de La Gacilly, Cournon, Bains-sur-Oust (Ille i Vilaine), Saint-Vincent-sur-Oust, Peillac i Les Fougerêts.

## Demografia
| 1962                                       | 1968 | 1975 | 1982 | 1990 | 1999 |
| ------------------------------------------ | ---- | ---- | ---- | ---- | ---- |
| 712                                        | 655  | 668  | 745  | 805  | 810  |
| Des de 1962: població sense dobles comptes |      |      |      |      |      |

## Administració
| Període | Identitat         | Partit |
| ------- | ----------------- | ------ |
| 2001-   | Pierrick Lelièvre |        |